# کروناویروس خرمابلبلان اچ‌کی‌یو۱۱
کروناویروس خرمابلبلان اچ‌کی‌یو۱۱ (نام علمی: Bulbul coronavirus HKU11) نام یک گونه از سرده دلتاکروناویروس است.